# Constantin Crupenschi
Constantin Crupenschi (n. 1861, Iași, Principatele Unite ale Moldovei și Țării Românești – d. 7 decembrie 1928, Iași, România) a fost un om politic român, care a îndeplinit funcția de primar al municipiului Iași în perioada 1919-1920. 